# Speicher Warpe 28
Der Speicher Warpe 28 in Warpe-Mehlhop in der niedersächsischen Samtgemeinde Grafschaft Hoya stammt aus dem 17. Jahrhundert.
Aktuell (2023) wird er landwirtschaftlich genutzt und inoffiziell auch als Mini-Museum.
Das Gebäude steht unter Denkmalschutz (siehe auch Liste der Baudenkmale in Warpe).

## Beschreibung
Das Gebäude in Fachwerk mit Lehm- und Steinausfachungen und Satteldach wurde 1655 gebaut.
Das Landesdenkmalamt befand: „… geschichtliche Bedeutung … durch beispielhafte Ausprägung eines Speicherbaus …“